# Reus: diari de matí / diari de tarda
Reus: diari de matí / diari de tarda va ser un diari que va sortir en aquesta ciutat del 15 d'octubre de 1925 al 9 d'agost de 1928.

## Història
El diari Reus va ser creat per la patronal reusenca Foment Industrial i Mercantil l'any 1925. L'editorial titulat «Els nostres propòsits» al número 1, del 15 d'octubre de 1925 diu entre altres coses: «Venim a treballar a profit de Reus. Volem veure si sermonejant seguit els nostres conciutadans, fent-los-hi retret de llurs defectes i, al mateix temps, exalçant llurs virtuts, podem fer que la ciutat surti del seu quietisme». No s'identifica amb cap partit i diu que van a la «feina de ciutadania». Segons sembla, es queixava de la poca combativitat dels dos diaris que s'editaven en aquell moment: Diario de Reus i Las Circunstancias. L'inspirador va ser Joan Cachot i Torroja, secretari de Foment Industrial i Mercantil.
Comença com a diari bilingüe però progressivament es va imposant el català. En aquesta llengua s'hi publiquen els editorials, els articles de fons i els comentaris, i l'ús del castellà es deixa per les notes oficials i alguna notícia més.
El diari no té caire polític i els seus articles tracten només temes d'interès local. Com que el diari no segueix la ideologia de cap partit, a l'editorial del núm. 2 diuen que posen: «les planes d'aquest diari a l'abast de tots els qui sentin el neguit d'escriure». Sota l'impuls de Josep M. Prous i Vila surten diverses seccions de temàtica literària: «Breviari», «Les Lletres catalanes», «El conte setmanal», i d'altres. A partir del 24 de març de 1926 adquireix un to monogràfic: els dimarts està dedicat a temes polítics i socials, els dimecres a temes literaris, els dijous a finances, indústria i comerç, els divendres a agricultura, els dissabtes a la divulgació de temes científics i els diumenges a les dones.
El dia 25 d'agost de 1926 (número 255) el diari se suspèn per ordre governativa i no es reprèn fins a l'1 de juny de 1927 com a diari de tarda. En aquesta segona etapa el seu objectiu és la crítica municipal (que també feia abans), sobretot a través dels editorials titulats «Problemes locals». Les dificultats de caràcter tècnic li fan publicar una nota el 31 de desembre del mateix 1927: «Vista la inutilitat dels esforços per fer sortir a Reus un diari de la tarda, ja que les dificultats de repartiment el convertien en un diari de la nit -a voltes de l'endemà- hem decidit publicar-lo al matí, qual innovació inaugurem el dimarts que ve». El 3 de gener de 1928 surt el primer número del nou diari del matí, i el mateix dia es clausura per la seva crítica a la gestió municipal. Durant aquesta suspensió els seus redactors van publicar Ciutat: diari de la tarda. Reus reapareix per tercera vegada el 25 de gener de 1928, però desapareix definitivament el 9 d'agost de 1928.

## Directors, redactors i col·laboradors
- Els Directors del diari van ser Antoni Porta i Pallissé, Ricard Ferraté Gili, Francesc Cubells i Florentí, Josep Cornudella Cabré, Josep Bordas.
- Redactors i col·laboradors: Josep M. Prous i Vila, Josep Banús i Sans, Josep Caixés Gilabert, Antoni Fuster Valldeperes, Jaume Utrillo. A la 2a època: Joan Arnal, Josep Iglésies, Joaquim Santasusagna, Jaume Aiguader i Miró, Jaume Roig, Josep Serra i Pàmies, Antoni Martí Bages, i d'altres

## Aspectes tècnics
S'imprimia a la Impremta Sanjuan. A partir del juny de 1927 a la Impremta Rabassa. Incloïa fotografies. Format gran foli amb 4, 6 o 8 pàgines a cinc columnes. L'idioma era català i castellà

## Localització
- Col·lecció a la Biblioteca Central Xavier Amorós de Reus.[3]
- Col·leccions a la Biblioteca del Centre de Lectura, a la Biblioteca de Catalunya i a altres llocs.[4]